# Kalisto (catch)
Pour les articles homonymes, voir Kalisto.
Emanuel Rodriguez, (né le 14 novembre 1986 à Chicago, Illinois), est un catcheur (lutteur professionnel) américain d'origine mexicaine.
Il est connu pour avoir travaillé à la World Wrestling Entertainment sous le nom de ring de Kalisto, où il a remporté le Championnat des États-Unis de la WWE à deux reprises ainsi que le WWE Cruiserweight Championship une fois.
Il se fait auparavant connaître sous le nom de Samuray del Sol dans diverses fédérations en Amérique du Nord et remporte en 2012 la Jeff Peterson Memorial Cup et en 2013 le tournoi King of Flight.
En 2019, il est le fondateur de la  lucha house party avec Lince Dorado et Gran Metalik.

## Carrière

### Débuts (2007-2013)
Rodriguez vient d'une famille de mexicains vivant à Chicago et décide devenir catcheur sous le masque de Samuray del Sol. Il commence sa carrière à la AAW: Professional Wrestling Redefined, une fédération de l'Illinois, le 10 mars 2007 où il perd face à Phil Atlas.
En 2011, il part au Mexique où il lutte à la Desastre Total Ultra Violento (DTU) le 16 avril où il se blesse en effectuant une prise aérienne hors du ring,. Il se remet de cette blessure et revient à la DTU en juillet et continue sa tournée au Mexique à l'International Wrestling League et Lucha Pop,,.

### Dragon Gate USA, EVOLVE et fédérations partenaires (2012–2013)
Le 4 février 2012, Samuray del Sol perd son premier match à la Combat Zone Wrestling face à AR Fox.

### World Wrestling Entertainment (2013-2021)

#### NXT Wrestling et NXT Tag Team Championship (2013-2015)
Le 26 mai 2013, il a signé un contrat de développement avec la WWE. Le 29 août, Rodriguez a annoncé que son nouveau nom de ring à la WWE sera Kalisto.
Il fait ses débuts le 20 septembre, lors d'un Live Event en battant Baron Corbin.
Lors de NXT Takeover 2, ils battent The Ascension et remporte le NXT Tag Team Championship pour la première fois de sa carrière à NXT avec Sin Cara et ils perdent les titres en février 2015 contre Wesley Blake et Buddy Murphy.

#### The Lucha Dragons et  Double champion des États-Unis (2015-2016)
Il fait ses débuts dans le roster principal en équipe avec Sin Cara, Big E Langston et Kofi Kingston pour battre The Ascension, Tyson Kidd et Cesaro. Ils n'arrivent pas à récupérer les titres par équipe lors d'Elimination Chamber dans un Elimination Chamber match au profit de The New Day, qui incluaient Los Matadores, The Prime Time Players et The Ascension. Ce combat est également le premier en pay per view de Kalisto. Lors de Summerslam, Sin Cara & lui-même ne parviennent pas à remporter le match par équipe dans un Fatal-4-Way tag team match au profit de The New Day, qui incluait Los Matadores et les champions par équipe en titre The Prime Time Players. 
Lors du Raw du 11 janvier, il bat Alberto Del Rio et devient le nouveau champion des États-Unis. Il cède son titre le lendemain à WWE Smackdown dans un match revanche.
Il récupère le titre lors de Royal Rumble face à Alberto Del Rio. Lors de Fastlane, il conserve son titre dans un Two Out of Three Falls match contre Del Rio une nouvelle fois. Lors de WrestleMania 32, il bat Ryback et conserve son titre. Lors de Payback, il bat Ryback et conserve son titre. Lors d'Extreme Rules (2016), Kalisto perd son titre des États-Unis contre Rusev.

#### Retour en solo et Rivalités avec Baron Corbin et Dolph Ziggler (2016-2017)
Lors de Survivor Series, il perd par disqualification contre The Brian Kendrick après que Baron Corbin ait attaqué ce dernier et ne remporte pas le WWE Cruiserweight Championship. À la fin du match, il se fait attaquer par Baron Corbin qui lui porte un End of days. Lors de TLC, il perd contre Baron Corbin dans un Chairs Match.
Lors d'Elimination Chamber, lui et Apollo Crews battent Dolph Ziggler dans un Handicap Match. À Wrestlemania, il participe à la grande bataille royale en mémoire d'André le Géant mais il se fait éliminer par Braun Strowman dès le début.

#### Raw et 205 Live (2017-2019)
Le 9 octobre à Raw, Kurt Angle organise un match de bûcherons dans lequel il bat Enzo Amore pour le WWE Cruiserweight Championship. Kalisto devient donc WWE Cruiserweight Champion pour la première fois de sa carrière. Lors de TLC, il perd le WWE Cruiserweight Championship contre Enzo Amore .
Lors des Survivors Series, il perd contre Enzo Amore et ne remporte pas le WWE Cruiserweight Championship.[réf. nécessaire]

#### The Lucha House Party (2018-2020)
Le 28 janvier 2018 lors du Royal Rumble, Kalisto, Lince Dorado & Gran Metalik battent TJP, Jack Gallagher & Drew Gulak.
Le 27 avril lors du Greatest Royal Rumble, il perd contre Cedric Alexander et ne remporte pas le titre Cruiserweight.  
Le 18 novembre lors des Survivor Series (2018), Kalisto, Metalik & Dorado perdent au cours d'un 10-on-10 Elimination match avec Bobby Roode & Chad Gable, The B-Team, The Ascension et The Revival contre The Usos, The New Day, The Colóns, Gallows et Karl Anderson et SAnitY en se faisant éliminer par The Usos.  
Le 27 janvier 2019 lors du Royal Rumble, il perd contre Buddy Murphy au cours d'un Four Way match et ne remporte pas le Cruiserweight Championship.
Le 11 octobre à SmackDown, lors du Draft, ils sont annoncés être transférés au show bleu par Stephanie McMahon. Le 31 décembre lors d'un Live Event, il se blesse à l'épaule durant le combat face aux Revival.
Le 14 août 2020 à SmackDown, il fait son retour dans le show bleu, absent depuis huit mois à cause d'une blessure à l'épaule. Le 28 août à SmackDown, il perd face à Cesaro. Le 27 septembre lors du pré-show de Clash of Champions, Lince Dorado & lui ne remportent pas les titres par équipe de SmackDown, battus par Cesaro & Shinsuke Nakamura. Le 13 octobre, ses deux anciens partenaires, Lince Dorado & Gran Metalik, sont transférés à Raw, alors que lui reste seul à SmackDown.[réf. nécessaire]

#### Retour en solo puis licenciement (2020-2021)
Le 22 novembre lors du pré-show à Survivor Series, il ne remporte pas la Dual Brant Battle Royal, battu par le Miz.
Le 15 avril 2021, la WWE annonce son licenciement.

### All Elite Wrestling (2021)
Le 13 novembre 2021, il fait ses débuts à AEW Dynamite en perdant avec Aero Star contre FTR (Cash Wheeler et Dax Harwood et ils ne remportent pas les AAA World Tag Team Championship.

## Palmarès

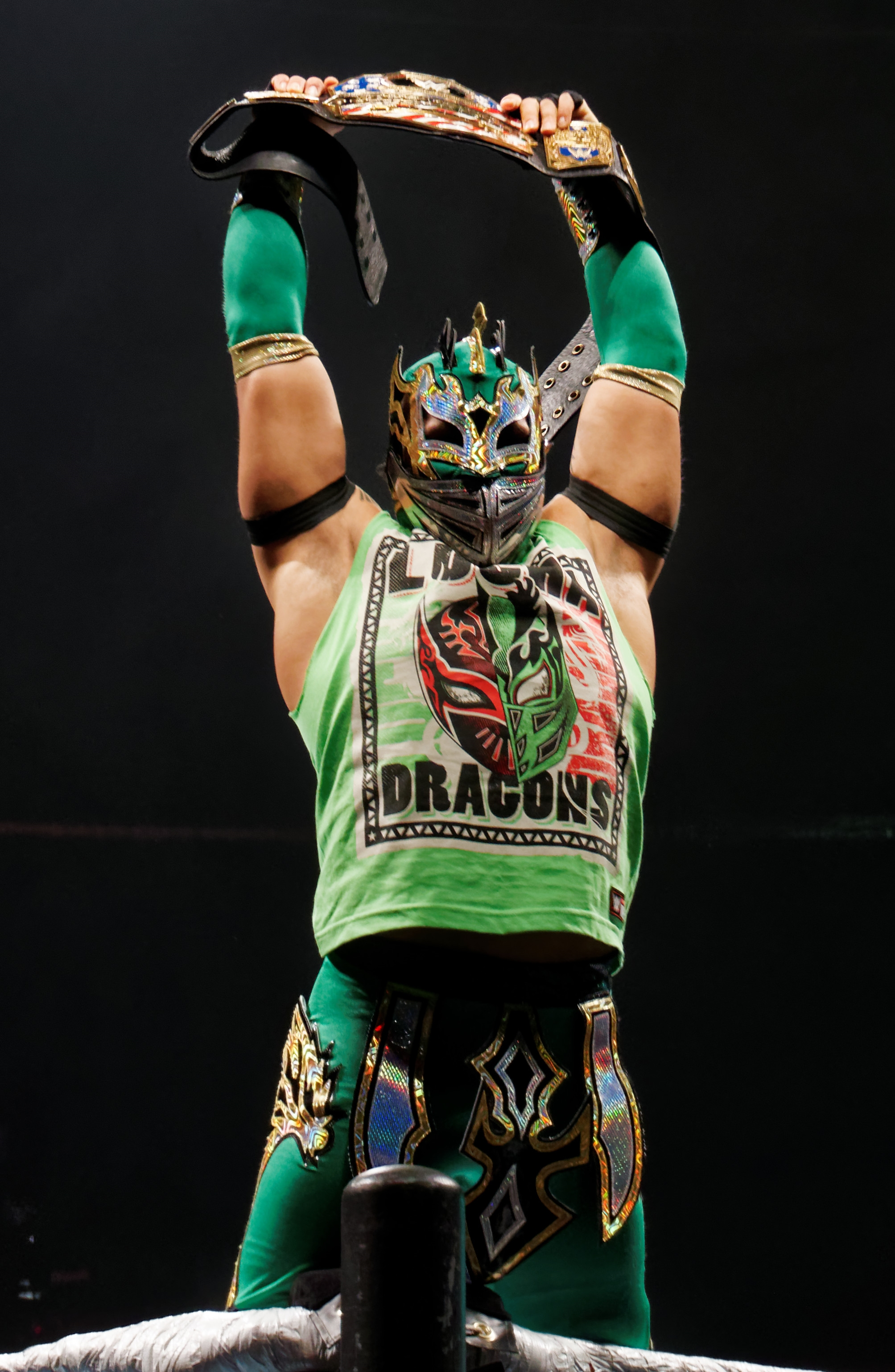
Kalisto en tant que WWE United States Champion en 2016.

- Gladiadores Aztecas de Lucha Libre Internacional
  - 1 fois GALLI Champion

- World Wrestling Entertainment
  - 1 fois WWE Cruiserweight Champion
  - 2 fois WWE United States Champion
  - 1 fois NXT Tag Team Champion avec Sin Cara
  - NXT Tag Team Championship #1 Contender's Tournament (2014) avec Sin Cara
  - Slammy Award for OMG Shocking Moment of the Year (2015)

- Autres Accomplissements
  - Jeff Peterson Memorial Cup (2012)
  - King of Flight Tournament (2013)

## Récompenses des magazines
- Pro Wrestling Illustrated

| Année | 2012 | 2013 | 2014 | 2015 | 2016 | 2017 | 2018 | 2019 |
| ----- | ---- | ---- | ---- | ---- | ---- | ---- | ---- | ---- |
| Rang  | 441  | 106  | 167  | 120  | 25   | 113  | 103  | 109  |